# Hesketh 308
Hesketh 308 – samochód Formuły 1, zaprojektowany w 1974 roku przez Harveya Postlethwaite'a i skonstruowany przez Hesketh Racing. Pierwszy samochód Formuły 1 skonstruowany przez Hesketha.
Model, podobnie jak wielu konkurentów, zawierał monocoque z aluminium i nadwozie w kształcie butelki coli, a także był wyposażony w silnik Cosworth DFV (z innego silnika korzystało tylko Ferrari), ale w przeciwieństwie do rywali jego chłodnica znajdowała się w nosie. Tak zwany airbox był masywny.
Projekt był konwencjonalny, ale na tyle udany, by być dobrą podstawą do dalszego rozwoju. W trakcie przerwy w sezonie pojedyncza chłodnica z przodu została zastąpiona przez dwie, znajdujące się w sekcjach bocznych. Do nosa doczepiono małe skrzydełko. Pod koniec sezonu 1974 Postlethwaite zaczął eksperymentować z gumowymi sprężynami śrubowymi w miejsce stalowych.

## Wyniki w Formule 1
| Legenda oznaczeń w tabelach wyników Wyświetl szablon na nowej stronie | Legenda oznaczeń w tabelach wyników Wyświetl szablon na nowej stronie                                                                     |
| Oznaczenie                                                            | Wyjaśnienie |
| --------------------------------------------------------------------- | --- |
| Złoty                                                                 | Zwycięzca lub mistrzostwo |
| Srebrny                                                               | 2. miejsce lub wicemistrzostwo |
| Brązowy                                                               | 3. miejsce lub II wicemistrzostwo |
| Zielony                                                               | Ukończył, punktował (w klasyfikacji generalnej, gdy zdobył co najmniej jeden punkt na przestrzeni sezonu, poza trzema powyższymi opcjami) |
| Niebieski                                                             | Ukończył, nie punktował (w klasyfikacji generalnej, gdy nie zdobył co najmniej jednego punktu na przestrzeni sezonu)                      |
| Czerwony                                                              | Nie zakwalifikował się (NZ) |
| Czerwony                                                              | Nie prekwalifikował się (NPK) |
| Różowy                                                                | Nie ukończył (NU) |
| Różowy                                                                | Niesklasyfikowany (NS) (w klasyfikacji generalnej, gdy nie został sklasyfikowany w żadnym wyścigu sezonu)                                 |
| Czarny                                                                | Zdyskwalifikowany (DK) |
| Czarny                                                                | Wykluczony (WYK/EX) |
| Biały                                                                 | Nie wystartował (NW) |
| Biały                                                                 | Kontuzjowany (K/INJ) |
| Biały                                                                 | Wyścig odwołany (OD/C) |
| Bez koloru                                                            | Został wycofany (WYC/WD) |
| Bez koloru                                                            | Nie przybył (NP/DNA) |
| Bez koloru                                                            | Nie brał udziału w treningach (NT/DNP) |
| Bez koloru                                                            | Nie został zgłoszony (–) |
| Pogrubienie                                                           | Start z pole position |
| Kursywa                                                               | Najszybsze okrążenie wyścigu |
| †                                                                     | Nie ukończył, ale jego rezultat został zaliczony ze względu na przejechanie więcej niż 90% dystansu wyścigu.                              |
| *                                                                     | Sezon w trakcie |
| 1/2/3                                                                 | Punktowana pozycja w sprincie kwalifikacyjnym                                                                                             |
| Lista systemów punktacji Formuły 1                                    | |

| Rok  | Zespół                           | Silnik | Opony | Kierowcy      | 1   | 2   | 3   | 4   | 5   | 6   | 7   | 8   | 9   | 10  | 11  | 12  | 13  | 14  | 15  | Pkt. | Msc. |
| ---- | -------------------------------- | ------ | ----- | ------------- | --- | --- | --- | --- | --- | --- | --- | --- | --- | --- | --- | --- | --- | --- | --- | ---- | ---- |
| 1974 | Hesketh Racing                   | Ford   | F     |               | ARG | BRA | ZAF | ESP | BEL | MCO | SWE | NLD | FRA | GBR | DEU | AUT | ITA | CAN | USA | 15   | 6    |
| 1974 | Hesketh Racing                   | Ford   | F     | James Hunt    |     |     | NU  | 10  | NU  | NU  | 3   | NU  | NU  | NU  | NU  | 3   | NU  | 4   | 3   | 15   | 6    |
| 1974 | Hesketh Racing                   | Ford   | F     | Ian Scheckter |     |     |     |     |     |     |     |     |     |     |     | NZ  |     |     |     | 15   | 6    |
| 1975 | Hesketh Racing                   | Ford   | G     |               | ARG | BRA | ZAF | ESP | MCO | BEL | SWE | NLD | FRA | GBR | DEU | AUT | ITA | USA |     | 33   | 4    |
| 1975 | Hesketh Racing                   | Ford   | G     | James Hunt    | 2   | 6   | NU  | NU  | NU  | NU  | NU  | 1   | 2   | 4   | NU  | 2   |     |     |     | 33   | 4    |
| 1975 | Hesketh Racing                   | Ford   | G     | Brett Lunger  |     |     |     |     |     |     |     |     |     |     |     | 13  | 13  | NU  |     | 33   | 4    |
| 1975 | Custom Made Harry Stiller Racing | Ford   | G     | Alan Jones    |     |     |     | NU  | NU  | NU  | 11  |     |     |     |     |     |     |     |     | 33   | 4    |
| 1975 | Polar Caravans                   | Ford   | G     | Torsten Palm  |     |     |     |     | NZ  |     | 10  |     |     |     |     |     |     |     |     | 33   | 4    |
| 1975 | Warsteiner Brewery               | Ford   | G     | Harald Ertl   |     |     |     |     |     |     |     |     |     |     | 8   | NU  | 9   |     |     | 33   | 4    |